# Nørre Asmindrup
Nørre Asmindrup er en stationsby i Nørre Asmindrup Sogn, på Nordvestsjælland med 628 indbyggere  (2024). Svinninge og Nørre Asmindrup var tidligere to byer i Nørre Asmindrup Sogn, men er i dag sammenvokset til en som fra 2012 kaldes Nørre Asmindrup. Byen ligger i Odsherred på Nordvestsjælland.
Nørre Asmindrup består oprindelig af de to landsbyer Nr. Asmindrup og Svinninge, der med tiden er vokset sammen. Da Odsherredsbanen blev anlagt, blev stationen etableret ved Svinninge, men da der allerede fandtes en større stationsby ved navn Svinninge (el. Svinninge Stationsby) godt 15 km sydligere på Odsherredsbanen blev stationen navngivet Nørre Asmindrup Station og det nybyggede område omkring stationen blev officielt betegnet Nørre Asmindrup Stationsby. For at øge navneforvirringen blev stationsbyen lokalt også kaldt Svinninge Stationsby, skønt Svinninge Stationsby var den officielle betegnelse for den større stationsby længere sydpå.

## Beskrivelse
Den gamle kirkeby Nørre Asmindrup ligger på en bakketop. Den hvidkalkede, typiske landsbykirke kan ses viden om. Det er også i kirkebyen at skole, forsamlingshus, spejderhytte, vandværk og idrætsanlæg findes. Fra kirkebyen fører Kirkevej nedad bakken mod stationsbyen, først et stykke med marker, for at bibeholde fornemmelsen af to landsbyer. Så kommer man forbi plejehjemmet Egegården, udstykningen Egegårdsvej hvor også børnehaven ligger. Videre kommer man igennem udstykningen Kirkebjerg. Ved foden af bakken, stationsbyen Svinninge (nu også Nr. Asmindrup). Her bor størstedelen af byens borgere, hovedgaden (Gl. Nykøbingvej) snor sig med ældre tæt bebyggelse, som fortsætter lidt hen ad sidevejene. Her er også nogle udstykninger, Solvænget og Søgårdssvinget fra 1960'erne og Møllekrogen fra 1970'erne. I stationsbyen ligger det nu nedlagte andelsmejeri Solvognen. Her ligger også Svinninge Møllegård hvor digteren og nobelpristageren Bjørnstjerne Bjørnson (1832–1910) opholdt sig, mens han skrev fortællingen Synnøve Solbakken. På gavlen mod Gl. Nykøbingvej blev i 1932 opsat en mindeplade for den berømte nordmand. Et stykke længere hen ad Gl. Nykøbingvej i retning mod Vig, i vejens højre side står en stor sten med mindeplade.

## Faciliteter
I Nørre Asmindrup findes kirke, specialskole, forsamlingshus, børnehave, spejderhytte, vandværk og idrætsforening. I august 2010 åbnede Nr. Asmindrup Friskole. Fra Nørre Asmindrup Station, tegnet af Heinrich Wenck (samme arkitekt, der tegnede Københavns Hovedbanegård), er der togforbindelser til Holbæk og Nykøbing Sjælland. Forretninger er her ikke meget af, en frisør, en planteskole og et betydeligt slagtehus med udsalg. Park/anlæg i Nr. Asmindrup Stationsby (Svinninge). Byens Bakke blev indviet 5. juli 1928. Adresse: Gl. Nykøbingvej 114
Initiativtager til skabelsen af Byens Bakke var stationsmester Niels Larsen, som i februar 1928 stiftede Nr. Asmindrup Stationsbys Bylaug. Kort tid efter stiftelsen blev der købt 1 tdr. land jord, hvor man etablerede et anlæg.
Til minde om freden og friheden blev der rejst en sten på Byens Bakke i 1946. Mindestenen blev afsløret 16. august 1946 af fhv. Amtmand Saxild. Om denne mindesten og frihedsmindestenen ved Asmindrup kirke, kan man læse en artikel af Viggo Akselbo i årbogen Fra Holbæk Amt, 1952.
I 1949 blev der opstillet en granitbuste af stationsmester Niels Larsen på Byens Bakke.
Gennem årene har der været afholdt mange fester og andre aktiviteter i anlægget – bl.a. 1. maj fester.
. I udkanten af stationsbyen i retning mod Vig, ligger det gamle bryggeri Bryggergården der er bygget i 1888. I sognets udkant i retning mod Højby ligger forlystelsesparken Sommerland Sjælland, som bl.a. har egen station på jernbanen, der er således to stationer i Nørre Aamindrup. Ved sognets kyst til Isefjorden i Strandhuse ligger Strandparken med bl.a. bade- og bådebro. Nørre Asmindrup Bylaug er i 2009 blevet "genoplivet" og har dermed fået en renæssance, og byens borgere har gennem bylauget fået et talerør og samlingspunkt, og dermed en større chance for at blive hørt i den nye storkommune.

## Historie
Nørre Asmindrup Kirke er den første og ældste stenkirke i Odsherred fra omkring år 1100 med senere tilbygninger. Ved kirken ligger nogle gamle, stråtækte bindingsværkshuse. Den gamle skole fra 1811 er den gule tolængede ejendom, der ligger vest for kirken. Den nuværende Nørre Asmindrup Skole blev bygget i 1954, men er senere udvidet flere gange. Jernbanen kom til byen i 1899. Med banen kom industrialiseringen til byen. Stationen med posthus/billetsalg og pakhus, andelsmejeriet Solvognen, bryggeriet, telefoncentralen, den store smedje og missionshotellet. Endnu sidst i 1960'erne var stort set alle brancher repræsenteret i handelslivet. Siden da er byens historie typisk for en lille stationsby på Sjælland. Nørre Asmindrup Sogn i Holbæk Amt blev i 1970 en del af den nye Trundholm Kommune i Vestsjællands Amt. Efter kommunalreformen i 2007 ligger sognet nu i Odsherred Kommune i Region Sjælland. Det var her, i Trundholm Mose ca. 2 km i lige linje fra kirken, at Solvognen, der stammer fra ældre bronzealder ca. 1350 f.Kr. blev fundet i 1902. På grund af landhævning og tilsanding var Trundholm Mose på det tidspunkt reducret til nogle ferske indsøer. Det var i forbindelse med etablering af dræningsgrøfter til tørlægning af mosen og den første pløjning at klingen fik fat i Solvognen. Det er muligt at cykle til fundstedet ad Trundholm Mosevej fra Odsherredvej. I 1998 fandt man flere af de manglende fragmenter af vognen. Solvognen er normalt udstillet på Nationalmuseet i København.